# Turn Around & Count 2 Ten
Turn Around And Count 2 Ten è un brano musicale del gruppo Dead or Alive, pubblicato nel 1988 come singolo estratto dal loro album Nude, che sarebbe uscito l'anno dopo.
Nonostante il gruppo sia noto soprattutto per la hit You Spin Me Round (like a Record), questo brano rimane uno dei più famosi dei Dead or Alive. Anche se il singolo si piazzò solamente alla posizione numero 70 della classifica inglese, rimase in testa alla classifica giapponese per 17 settimane, tanto che agli Awards giapponesi l'album Nude che lo contiene vinse il titolo di miglior album dell'anno.
Il video è uno dei più colorati tra quelli della band, ed è anche l'ultimo video in cui appaiono Tim Lever e Mike Percy, che lasciarono il gruppo nello stesso anno.

## Classifiche
| Nazione                                   | Posizione |
| ----------------------------------------- | --------- |
| Australia                                 | 30        |
| Giappone                                  | 1         |
| Regno Unito                               | 70        |
| Stati Uniti Billboard Hot Dance Club Play | 2         |